# Autoestrada A11
Die Autoestrada A11 oder Auto-Estrada do Apúlia-Casteloes ist eine Autobahn in Portugal. Die Autobahn beginnt in Apúlia und endet in Castelões.

## Größere Städte an der Autobahn
- Apúlia
- Braga
- Guimarães
- Fafe
- Castelões